# Tchitrec d'Annobón
Terpsiphone smithii
Espèce
Le Tchitrec d'Annobón (Terpsiphone smithii) est une espèce d'oiseaux de la famille des Monarchidae. Elle est considérée par certains auteurs comme une sous-espèce de Terpsiphone rufiventer.
Cet oiseau est endémique d'Annobón en Guinée équatoriale (golfe de Guinée).